# 東京七福グループ
東京七福グループ（とうきょうしちふくグループ）とは東京23区武三地区を営業エリアとし、七福交通を主体とするタクシー事業者グループである。

## グループ概要
七福は自社無線による営業をしておらず、かつては東京自交無線（→EM自交無線→現：イーエム無線協同組合）に所属していた。近年では2022年（令和4年）までチェッカーキャブ無線に所属していた七福交通と東武タクシーの一部車両のみ無線営業していた。タクシー配車用アプリケーションはチェッカーキャブ所属時代の七福交通と東武タクシーは同組合で取り扱うS.RIDEに対応し、離脱以後の先述2社およびそれ以外の各社（東京七福タクシー、東京七福交通、新都交通）はGOに対応する。
車体色は1987年から採用された、上半分が白で下半分が水色（東京自交無線の色に類似）のツートンカラーである。それ以前は上が白・下がオレンジの後下がりであった。前ドアの白色部分に社名、水色部分に「Tokyo Shichifuku Group」の表記がある。後ドアのドア番号は社名に関わらず「東京七福」で始まるものとなっている。ハイグレード車（黒塗り）の社名表記は東武タクシーが「TOBU TAXI」、新都交通が「SHINTO TAXI」、七福交通が「SHICHIFUKU TAXI」である以外は「TOKYO SHICHIFUKU TAXI」で統一されている。また、チェッカーキャブに所属していた頃の七福交通と東武タクシーはハイグレード車の表記が銀文字（それ以外の各社は金文字）であったほか、ラグビーボール型行灯時代の非無線車の行灯基部の表記はそれぞれ「七福」「東武」となっていた。

### 略歴
- 1952年（昭和27年） - 七福相互タクシー有限会社設立（のち2度の商号変更により七福交通有限会社となる）[1]。
- 1958年（昭和33年） - 荒川交通を買収、七福タクシーへ改称・加入[1]。
- 1960年（昭和35年） - 新都交通加入[2]。
- 1963年（昭和38年） - 隅田交通加入[3]。
- 1964年（昭和39年） - 平和橋交通加入[4]。
- 1966年（昭和41年） - 東武タクシー加入、同年綾瀬営業所を新設[5]。
- 1968年（昭和43年） - 東京第三交通加入[6]。七福交通を株式会社へ改組[1]。
- 1971年（昭和46年） - 七福タクシーが江戸川区西一之江から葛飾区東新小岩へ移転[1]。
- 1982年（昭和57年） - 隅田交通が東京第三交通と同所在地（荒川区町屋）へ移転[3]。
- 1998年（平成10年） - 東京自交無線と（旧）EM無線合併によるEM自交無線への改組に伴い七福交通以外が同無線グループから脱退。東武タクシーはかつて加盟していた東部無線へ復帰。
- 2001年（平成13年） - 東京第三交通が隅田交通を統合し東京七福交通へ改称。
- 2002年（平成14年） - 平和橋交通が七福タクシーを統合し東京七福タクシーへ改称。東武タクシー綾瀬営業所が東京七福タクシー足立営業所へ改称。東部無線解散により東武タクシーが東京無線へ加盟。
- 2004年（平成16年） - 東武タクシーが東京無線からEM自交無線へ移籍。
- 2010年（平成22年） - 七福交通と東武タクシーがEM自交無線からチェッカーキャブへ移籍。
- 時期不詳 - 東京七福タクシー足立営業所を閉鎖。
- 時期不詳 - 七福タクシー有限会社（埼玉県熊谷市弥藤吾）が本グループより離脱。
- 2021年（令和3年）4月 - チェッカーキャブが東京無線と提携したことに伴い、七福交通と東武タクシーの行灯が東京無線のタワー型行灯に変更。東武タクシーは17年ぶりにタワー型行灯となる。
- 2022年（令和4年） - 東京七福タクシーと東京七福交通と新都交通がGOを導入。
- 2023年（令和5年）1月 - 七福交通と東武タクシーがチェッカーキャブを脱退しGOを導入。これに伴い、行灯やハイグレード車の車体表記を他3社に準じたものに変更。

### グループ会社・営業所
全社特別区・武三交通圏内に所在する。
| 社名・営業所     | 社名・営業所     | 所在地         | 備考                                                            |
| ---------------- | ---------------- | -------------- | --------------------------------------------------------------- |
| 七福交通         | 七福交通         | 江東区亀戸     | 元東京自交無線→旧EM無線→EM自交無線→チェッカー                   |
| 新都交通         | 新都交通         | 北区赤羽       | 元東京自交無線                                                  |
| 東京七福交通     | 東京七福交通     | 荒川区町屋     | 元東京自交無線                                                  |
| 東京七福タクシー | 東京七福タクシー | 葛飾区東新小岩 | 元東京自交無線                                                  |
| 東武タクシー     | 東武タクシー     | 墨田区向島     | 元東部無線→東京自交無線→東部無線→東京無線→EM自交無線→チェッカー |

#### 関連会社
- 株式会社ナナフク（整備部門）
  - 整備部（墨田区向島、東武タクシーの近隣）
  - 板金部（江東区亀戸、七福交通に併設）
- 株式会社ビヨンドエー（江東区東陽）
- グレイス株式会社（葛飾区東新小岩、東京七福タクシーの近隣）